# Piccoli gangsters
Piccoli gangsters (Bugsy Malone) è un film del 1976 diretto da Alan Parker.
La pellicola musicale è ispirata agli eventi di Chicago durante l'era del proibizionismo, in particolare alle imprese di gangster come Al Capone. Le armi dei gangster consistono all'inizio di una torta alla panna, che uccide il personaggio se questo viene colpito in faccia; questa arma viene poi superata dalla machine-bignè, che spara bignè alla crema più velocemente e che quindi ha più efficacia.
Scritto e diretto da Alan Parker e prodotto da David Puttnam, le star del film sono Jodie Foster e Scott Baio, il protagonista, che ha il nome di Bugsy Malone (dal famoso gangster Bugsy Siegel). Le musiche e i testi sono stati composti dal cantautore Paul Williams. Tutte le canzoni della colonna sonora sono cantate da adulti, incluso Williams stesso.
Il film è stato presentato in concorso al Festival di Cannes 1976.

## Trama
La pellicola è centrata intorno alla guerra fra bande tra i boss mafiosi Lardo Sam e Lo Sciccoso. La battaglia si svolge nell'America proibizionista del 1920. Bugsy Malone, il protagonista, inizia il film come passante ma dopo viene coinvolto negli affari di Lardo Sam. Bugsy si invaghisce di Santa, una ragazza timida ma ambiziosa, che vuole disperatamente diventare una star di Hollywood. Ad ogni modo, Bugsy viene facilmente distratto dalla bellissima Tallulah, l'attrazione principale del locale di Lardo Sam nonché la sua donna.
Durante la pellicola i personaggi vengono uccisi quando ricevono una torta alla crema in faccia, che può venir sparata anche dalla machine-bignè, nuova arma delle guerre fra bande. Comunque, dopo la sequenza finale, tutti ricevono una torta in faccia, ma nessuno muore e tutti incominciano a intonare la canzone finale.

## Colonna sonora
1. Bugsy Malone
2. Fat Sam's Grand Slam
3. Tomorrow
4. Bad Guys
5. I'm Feeling Fine
6. My name is Tallulah
7. So you want to be a boxer
8. Ordinary Fool - Ella Fitzgerald e Mel Tormé
9. Down and Out
10. You Give a Little Love
11. That's why they call me Dandy
12. Show Business
13. We Could Have Been Anything

## Riconoscimenti
- 1976 - British Academy of Film and Television Arts
  - Migliore sceneggiatura
  - Miglior attrice non protagonista (Jodie Foster)
  - Miglior attrice debuttante (Jodie Foster)
  - Migliore scenografia
  - Migliore colonna sonora

## Dopo il film
- Sin da quando è stato distribuito, Piccoli gangsters è stato adattato a spettacolo teatrale.
- Nel 2003, Piccoli gangsters è arrivato al 19º posto nella classifica dei 100 migliori musical, classifica basata su i voti dei telespettatori di Channel 4 in Gran Bretagna, superando Il fantasma dell'Opera, Cats, e The King and I. Channel 4 adattò la classifica a format televisivo, nel quale appariva Scott Baio.
- Sempre nel 2003 il documentario Bugsy Malone: After They Were Famous ha cercato di rintracciare i vari componenti del cast, molti dei quali non hanno continuato la loro carriera di attori. Il documentario fu trasmesso nel dicembre del 2004 su ITV nel Regno Unito.